# Rhytidodes secundus
Rhytidodes secundus är en plattmaskart. Rhytidodes secundus ingår i släktet Rhytidodes och familjen Rhytidodidae. Inga underarter finns listade i Catalogue of Life.